# Эвристика
Эври́стика (от др.-греч. εὑρίσκω — «отыскиваю», «открываю») — научная область, изучающая специфику созидательной деятельности.
В когнитивистике и поведенческой экономике эвристикой часто называется отдельный мыслительный приём, который может приводить к ошибкам (например, «эвристика доступности»). Под эвристикой понимают совокупность приёмов и методов, облегчающих и упрощающих решение познавательных, конструктивных, практических задач. Эвристика связана с психологией, физиологией высшей нервной деятельности, кибернетикой. Как наука эвристика развивается на стыке философии, психологии, теории искусственного интеллекта, структурной лингвистики, теории информации, математики и физики. 

## Понятие эвристики
Эвристика представляет собой специфическую научную отрасль, исследующую созидательную деятельность индивидов. Ввиду развития этой области знания на протяжении не менее двух тысячелетий существует комплексное представление о понятии «эвристика» как таковом.
1. Философский Энциклопедический словарь под эвристикой понимает искусство изобретения; руководство к тому, как методическим путём находить новое.
2. Философская Энциклопедия определяет эвристику как организацию процесса продуктивного творческого мышления (отсюда: эвристическая деятельность). В этом смысле эвристика понимается как совокупность присущих человеку механизмов, с помощью которых порождаются процедуры, направленные на решение творческих задач (например, механизмы установления ситуативных отношений в проблемной ситуации, отсечения неперспективных ветвей в дереве вариантов, формирования опровержений с помощью контрпримеров и пр.).
В соответствии с этим определением ключевой объект изучения науки эвристики — это творческая деятельность; предмет и проблематика исследования — задачи, связанные с моделями принятия решений (в условиях нестандартных проблемных ситуаций), поиска нового для субъекта или общества, структурирование описаний внешнего мира.
3. Новая философская Энциклопедия определяет эвристику как методологию научного исследования; методику обучения, основанную на открытии и догадке. Изучение эвристических методов демонстрирует определённое сходство исследовательских процедур и деятельности в той их части, которая связана с творческим обобщением наличного материала и выдвижением гипотез. (Детальное изучение эвристических приёмов в математике, к примеру, было предпринято Д. Пойей.).
4. Философская Энциклопедия (под ред. Константинова) совокупно представляет эвристику как: 1) момент открытия нового; 2) методы, используемые в процессе такого открытия (см. «эвристические методы»); 3) науку, изучающую творческую деятельность и 4) метод обучения (например, сократические беседы).
5. В современном понимании эвристика — это теория и практика организации избирательного поиска при решении сложных интеллектуальных задач.
6. В наиболее кратком виде эвристика определяется как «наука о том, как делать открытия». Это определение принадлежит известному математику Дьёрдю Пойе (книга «Математическое открытие»).

## Исторические периоды возникновения науки эвристики

### Античный период эвристики
В Древней Греции под эвристикой понимали систему обучения, практиковавшуюся Сократом, когда учитель приводит ученика к самостоятельному решению какой-либо задачи, задавая ему наводящие вопросы. И сегодня эвристику, прежде всего, связывают с системой словесного обучения Сократа (469—399 гг. до н. э.). Путём особых вопросов и рассуждений Сократ помогал собеседнику самостоятельно приходить к постановке или решению проблемы, в результате истина открывалась не только ученику, но и учителю.
Свой метод Сократ сравнивал с повивальным искусством, называя его «майевтикой». Сократ считал, что, помогая рождению истины в других людях, он продолжает в духовной области дело своей матери, «очень опытной и строгой повитухи Фенареты».
Основой системы Сократа является принцип «знающего незнания», то есть признание недостаточности знаний о любом, даже самом простом понятии и разворачивание на этой основе процесса познания-припоминания. «Я знаю, что ничего не знаю» — начальная эвристическая формула Сократа.
Анализ античных диалогов, изложенных Платоном, позволил выявить дидактические элементы системы Сократа:
— ирония, уличающая ученика, да и самого учителя в незнании;
— формулирование противоречий или их искусственное создание для обнаружения фактического незнания;
— индукция, восхождение от частных представлений к общим понятиям;
— конструирование понятий по направлению от поверхностных к более глубоким определениям;
— предложение собеседнику на выбор (двух и более) вариантов решения возникшей проблемы;
— привлечение собственного опыта для подведения к уже известному ответу либо с целью создания напряженности, в которую учитель оказывается вовлечён с тем же незнанием, что и его собеседник;
— рефлексия происходящего обсуждения, возвращение к исходным предпосылкам или суждениям.
Понятие «эвристика» встречается в трактате греческого математика Паппа «Искусство решать задачи» (300 год н. э.), в котором он обобщил труды античных математиков. Методы, отличные от логических, Папп объединил под названием «эвристика». Трактат «Искусство решать задачи» рассматривается, в частности, как первое методическое пособие, демонстрирующее, как поступать, если задачу нельзя решить с помощью математических и логических приемов.
В XX—XXI веках более известным является восклицание «Эврика!», принадлежащее Архимеду (287—212 гг. до н. э.) и связанное с открытием им основного закона гидростатики. «Эврика!» является единовременным выражением радости при возникновении новой идеи, решении сложной задачи в результате внутреннего озарения, просветления мысли, обнаруживающей суть вопроса или проблемы. В архимедовой «Эврике» заключен смысл действия, связывающего воедино накопленный ученым опыт и его интуицию; взаимодействие точного и интуитивного мышления. Позднее аналогии из техники и механики, применяемые Архимедом в изобретательстве, проникли в его математические методы. Приёмы такого рода описаны в его «Послании к Эрастофену о механических теоремах» («Трактат о методе»).

### Средние века и эпоха Просвещения
Упадок античных наук привёл к забвению на многие века заложенных античными мудрецами начал эвристики. В XVI—XVII вв. труды Г. Галилея, Ф. Бэкона и других учёных возродили эвристические подходы в науке и технике. Логику инженерного творчества разработал Г. В. Лейбниц (1646—1716), который предлагал расчленять все понятия на элементарные ячейки, образующие азбуку человеческих мыслей; это давало возможность впоследствии, комбинируя эти элементы, составлять бесконечное число решений.
Ряд правил изобретательства предложил немецкий философ X. Вольф (1679—1754).
Чешский математик Б. Больцано (1781—1848) в своем труде «Наукоучение» изложил различные эвристические методы и приёмы.
Дальнейшее развитие эвристических подходов в образовании связано с именами двух выдающихся педагогов и философов — Жан-Жака Руссо и Л. Н. Толстого — основоположников естественного воспитания и обучения. Так, Ж.-Ж. Руссо выступал за развитие ребёнка, сообразное природе — происходящее на основе его собственных органов чувств; за естественный путь обучения и отсутствие искусственных наказаний, которые заменялись осознанием естественных последствий неверных поступков. «Единственный метод образования есть опыт, а единственный критериум его есть свобода» — Л. Н. Толстой сделал данный вывод, проанализировав историю развития педагогики и результаты работы школы для крестьянских детей.
Ж.-Ж. Руссо рассматривал обучение через призму физического, эмоционального, а также интеллектуального приращения ученика. Школа, в частности, была им представлена как лаборатория, в которой ребёнок обязан был взять на себя активную роль; учебный процесс определялся как «обучение через делание». Данный эвристический принцип используется и в современной практике детской психологии и педагогики.
Русский педагог и психолог Пётр Фёдорович Каптерев (1849—1922), автор 40 монографий и 500 статей, выступал за применение эвристической формы обучения в народных школах и в учительских семинариях. «Эвристическая форма обучения есть такая, по которой научные законы, формулы, правила и истины открываются и вырабатываются самими учениками под руководством учителя». Идеи эвристики, её методы и прикладные модели также изучали и развивали В. П. Вахтеров, С. Т. Шацкий, Дж. Дьюи, А. Нилл, Е. Паркхерст, С. Френе и другие.
В России разработкой теории эвристики в начале XX столетия занимался инженер-патентовед П. К. Энгельмейер, который описал эвристику в изобретательстве. Попыткам построения теории творчества посвящены работы К. Эрберга, С. О. Грузенберга.

### Эвристика в современном мире
Долгое время в основе изучения творчества лежали методы проб и ошибок, перебора возможных вариантов, ожидание озарения и работа по аналогии. Так, Томас Эдисон провел около 50 тысяч опытов, пока разрабатывал устройство щелочного аккумулятора. А об изобретателе вулканизированной резины Чарльзе Гудиер (Goodyear) писали, что он смешивал сырую резину (каучук) с любым попадавшимся ему под руку веществом: солью, перцем, сахаром, песком, касторовым маслом, даже с супом. Он следовал логическому заключению, что рано или поздно перепробует всё, что есть на земле и, наконец, наткнётся на удачное сочетание.
Однако со временем такие методы начали приходить в противоречие с темпами создания и масштабами современных объектов. Наиболее интенсивно поиском и разработкой эвристических методов занялись со второй половины XX века, причём не только посредством изучения приёмов и последовательности действий инженеров и других творческих работников, но и на основе достижений психологии и физиологии мозга.
Эвристические методы противопоставляются формальному перебору вариантов по заданным правилам. В сущности, при решении любой задачи человек использует те или иные методы, сокращающие путь к решению, облегчающие его нахождение. Например, при доказательстве теорем геометрии обычно используется в качестве эвристического средства чертёж; решая математическую задачу, мы стараемся вспомнить и использовать решения других похожих задач. Также в качестве эвристических средств используются общие утверждения и формулы, индуктивные методы, аналогии, правдоподобные умозаключения, наглядные модели и образы, мысленные эксперименты и прочее.
Интерес в исследованиях применения эвристических методов особенно возрос с развитием ЭВМ. При использовании ЭВМ для решения задач программист, не зная точного способа, приводящего к цели, вводит в ЭВМ способ решения, основанный на правдоподобных рассуждениях самого программиста, или даёт возможность машине проводить правдоподобные рассуждения (на основе введения в машину алгоритма формирования рассуждений, опирающегося на машинный и человеческий опыт решения задач данного класса). Такие программы для ЭВМ получили название эвристических программ. Наиболее известна из них программа «Общий решатель проблем» (ОРП), построенная А. Ньюэллом, Дж. Шоу и Г. Саймоном.
В ходе развития науки психологии математические и эвристические модели применялись с целью создания психодиагностических методик, тестов, систем прогнозов. К примеру, одной из современных областей практического исследования эвристической мысли является область исключения ошибок, в частности при принятии решений, формировании тактики и стратегии, рассмотрении вариантов с целью получения искомого итога. Известными деятелями данного направления являются директор института исследований образования Макса Планка в Берлине, профессор Герд Гигеренцер («Интуитивные решения: интеллект подсознательного»), и лауреат Нобелевской премии по экономике (2002) Даниэл Канеман («Думай медленно, решай быстро»).
А. Тверски и Д. Канеман понимали под главной целью эвристики быстрые, упрощённые по сравнению с рациональным обдумыванием способы (или правила) принятия решения, вынесенные из области логики — в зону действия интуиции. Зачастую в результате применения эвристических методов суждение выносится на основе недостаточной или даже неадекватной информации. Решения данного типа можно охарактеризовать как прыжок без промежуточных звеньев от наличной информации к выводам. По результатам данных разработок эвристику стали разрабатывать как область психологии интуиции.
В современном мире эвристические алгоритмы, принципы и модели широко применяются в менеджменте, управленческой психологии, психологии лидерства, теории работы с информацией, кибернетике, теории операций, статистике и прочих дисциплинах.

## Эвристические методы
Эвристическими методами называются логические приёмы и методические правила научного исследования и изобретательского творчества, которые способны приводить к цели в условиях неполноты исходной информации и отсутствия четкой программы управления процессом решения задачи.
В узком смысле слова под эвристикой понимают интуитивные (неосознанные) методы решения задач, в том числе
- систему обучения, берущую свои истоки от сократовской майевтики (т. н. сократические беседы),
- эвристические методы проектирования,
- методы инженерного (изобретательского) творчества,
- эвристический алгоритм, представляющий совокупность приёмов в поиске решения задачи, которые позволяют ограничить перебор.

В настоящее время разработано и эффективно используется несколько десятков эвристических методов. Универсальных среди них нет, и в каждой конкретной ситуации рекомендуют пробовать применять ряд методов, поскольку основное их предназначение заключается в активизации творческой деятельности. Это достигается следующими мерами:
- преодолением психологической инерции, обусловленной привычным образом мышления и типовыми методами решения задач определенного класса. Замечено, что около 80 % нововведений в начале специалистами отрицаются как нереальные. Инерцию развивают и усиливают:
  - рецептурное обучение и проектирование по аналогии;
  - подсознательная вера в то, что каждая вещь и явление служат строго определенной цели;
  - (техническая) терминология. Ф. Энгельс писал: «В науке каждая новая точка зрения влечёт за собою революцию в технических терминах»;
- мобилизацией подсознания;
- расширением перспектив видения, чему препятствует чрезмерная специализация образования и узкопрактический подход. Необходимо применение разнообразных методов, расширение области поиска новых идей и увеличение их количества.

## Эвристические модели
Мышление человека можно условно разделить на осознанно-логическое и интуитивно-практическое. В реальном осуществлении творческого процесса оба вида мышления взаимодействуют в диалектическом единстве, результатом такого взаимодействия становится модель проблемной ситуации. Ей предшествуют предварительные, нередко долгие и напряжённые размышления, поиски, пробы.
Эвристика как наука занимается построением эвристических моделей процесса поиска оригинального решения задачи. Основная задача эвристики сводится к построению моделей осуществления процесса поиска нового для данного субъекта (или общества в целом) решения задачи.
Существуют различные типы таких моделей, среди них в качестве примера можно привести некоторые варианты:
- модель слепого поиска, которая опирается на метод проб и ошибок;
- лабиринтная модель, в которой решаемая задача рассматривается как лабиринт, а процесс поиска решения — как блуждание по лабиринту;
- структурно-семантическая модель, которая исходит из того, что в основе эвристической деятельности по решению задачи лежит принцип построения системы моделей, которая отражает семантические отношения между объектами, входящими в задачу[20].

## Особенности эвристической деятельности
Эвристические методы и моделирование присущи только человеку и отличают его от искусственных интеллектуальных (мыслящих) систем. В настоящее время к сфере человеческой деятельности относят:
- постановку задачи;
- выбор методов её решений и построение (разработку) моделей и алгоритмов, выдвижение гипотез и предположений;
- осмысление результатов и принятие решений.

Важной особенностью именно человеческой деятельности является наличие в ней элемента случайности: необъяснимые поступки и сумасбродные решения часто лежат в основе оригинальных и неожиданных идей.
Однако с развитием вычислительной техники выполнение всё большего числа функций берут на себя автоматические системы, при этом выполняя работу быстрее и эффективнее человека. Задача человека как homo sapiens — прежде всего совершенствоваться в эвристических процедурах, а не в выполнении алгоритмизированных операций, чтобы впоследствии не оказаться вытесненным «разумной» техникой.

## Результаты эвристической деятельности
В науке и технике выделяют следующие результаты эвристической (творческой) деятельности:
- открытие, то есть установление ранее не известных объективных закономерностей, свойств и явлений материального мира с обязательным экспериментальным подтверждением. Открытие в основном является продуктом научной деятельности, но решающим и революционным образом определяет развитие техники. На открытие существует приоритет (право первенства), но нет права собственности на использование;
- изобретение, то есть новое и обладающее существенными отличиями техническое решение задачи, которое не является очевидным следствием известных решений. Изобретение относится к объектам интеллектуальной собственности и защищается патентным правом (главным образом — в виде предоставления патентообладателю исключительного права на использование изобретения). Содержание изобретения публикуется. Изобретателю выдается патент, свидетельствующий о его праве и приоритете на изобретение (в России ранее вместо патента выдавали авторское свидетельство). Исключительное право может быть уступлено (продано). Изобретение может быть использовано в коммерческих целях только с разрешения патентообладателя на основе лицензионного договора;
- рационализаторское предложение, то есть предложение по улучшению конструкции реального изделия или процесса его изготовления, не содержащее существенно новых решений (с недостаточно существенными отличиями) и с незначительной эффективностью. Часто в качестве рацпредложения оформляют применение решения, не известного на данном предприятии, но известного в других местах (но следует быть осторожным с возможным нарушением авторских прав). Понятие рацпредложения существует всего в нескольких странах как способ поощрения изобретательства и вовлечения в него широкого круга работников предприятия;
- ноу-хау (know-how, «знаю, как сделать»). Под этим термином обычно подразумевают техническую, организационную или коммерческую информацию, составляющую секрет производства (любого) и имеющую коммерческую ценность (ноу-хау не относится к государственным секретам). В отличие от патента на изобретение, на ноу-хау существует только право на защиту имущественных интересов в случае их незаконного получения и использования.